# Argyra aripontia
Argyra aripontia är en tvåvingeart som beskrevs av Negrobov 2005. Argyra aripontia ingår i släktet Argyra och familjen styltflugor.
Artens utbredningsområde är Tjeckien. Inga underarter finns listade i Catalogue of Life.